# Wazoaktywny peptyd jelitowy
Wazoaktywny peptyd jelitowy, VIP (od ang. vasoactive intestinal peptide) – peptydowy hormon składający się z 28 reszt aminokwasowych. U człowieka jest produkowany w jelitach (komórki D1), trzustce i niektórych strukturach mózgu. Jego wydzielanie stymulowane jest przez napływanie zakwaszonej treści pokarmowej z żołądka do dwunastnicy.
Funkcje:
- Wzmaga działanie hormonu cholecystokininy (która pobudza wydzielanie soku jelitowego, soku trzustkowego oraz żółci).
- Rozszerza naczynia krwionośne w przewodzie pokarmowym.
- Hamuje motorykę żołądka i wydzielanie soku żołądkowego.
- Pobudza komórki trzustki do wydzielania alkalicznego płynu o wysokiej zawartości jonów wodorowęglanowych.
- Wykazuje działanie bronchodylatacyjne (rozkurcza oskrzela).